# Piper forstenii
Piper forstenii är en pepparväxtart som beskrevs av C. Dc.. Piper forstenii ingår i släktet Piper och familjen pepparväxter. Inga underarter finns listade i Catalogue of Life.